# TT383
| mr · r | i | i | ms | s |

| mr · r | i | i | ms | s |

TT383 (Theban Tomb 383) è la sigla che identifica una delle Tombe dei Nobili ubicate nell'area della cosiddetta Necropoli Tebana, sulla sponda occidentale del Nilo dinanzi alla città di Luxor, in Egitto. Destinata a sepolture di nobili e funzionari connessi alle case regnanti, specie del Nuovo Regno, l'area venne sfruttata, come necropoli, fin dall'Antico Regno e, successivamente, sino al periodo Saitico (con la XXVI dinastia) e Tolemaico.

## Titolare
TT383 era la tomba di:
| Titolare | Titolo                                  | Necropoli    | Dinastia/Periodo | Note |
| -------- | --------------------------------------- | ------------ | ---------------- | ---- |
| Merymose | Viceré di Kush, figlio di Amenhotep III | Qurnet Murai | XVIII dinastia   |      |

## Biografia
Nessuna notizia biografica ricavabile.

## La tomba
Provengono dalla camera funeraria della TT383:
- un sarcofago del defunto;
- frammenti di un sarcofago esterno, oggi al British Museum (cat. 1001), rinvenuti nella tomba nel 1940;
- coperchio e frammenti di un sarcofago interno in granito nero, oggi al British Museum (cat. 1001), rinvenuti nella tomba nel 1947;
- resti di una stele con il defunto in adorazione di Osiride e blocchi recanti il nome del defunto, originariamente appartenenti a questa tomba, vennero rinvenuti nella TT40 di Amenhotep, detto Huy, forse figlio del defunto dato il titolo di "figlio del re di Kush";
- (forse proveniente dalla TT383) stele in arenaria con il defunto accompagnato da Huy, suo scriba (e forse suo figlio, TT40), in atto di adorazione e di offertorio di mazzi di fiori ad Amon (oggi all'Istituto francese del Cairo);
- (forse proveniente da questa tomba) parte superiore di una stele con il defunto che adora Osiride e la dea Hathor, oggi al Museo Egizio del Cairo (cat. 34139)[5].

### Annotazioni
1. ↑  La planimetria qui riportata non è in scala e ha valore esclusivamente di visione d'insieme; l'ubicazione delle singole sepolture non è topograficamente esatta, ma vuole visualizzare la concentrazione delle tombe, nonché il "disordine" con cui le stesse sono state classificate.
2. ↑  La prima numerazione delle tombe, dalla numero 1 alla 252, risale al 1913 con l'edizione del "Topographical Catalogue of the Private Tombs of Thebes" di Alan Gardiner e Arthur Weigall. Le tombe erano numerate in ordine di scoperta e non geografico; ugualmente in ordine cronologico di scoperta sono le tombe dalla 253 in poi.
3. ↑  I campi della Duat, ovvero l'aldilà egizio, si trovavano, secondo le credenze, proprio sulla riva occidentale del grande fiume.
4. ↑  Nella sua epoca di utilizzo, l'area era nota come "Quella di fronte al suo Signore" (con riferimento alla riva orientale, dove si trovavano le strutture dei Palazzi di residenza dei re e i templi dei principali dei) o, più semplicemente, "Occidente di Tebe".
5. ↑  le Tombe dei Nobili, benché raggruppate in un'unica area, sono di fatto distribuite su più necropoli distinte.
6. ↑  Le note, sovente di inquadramento topografico della tomba, sono tratte, fino alla TT252, dal "Topographical Catalogue" di Gardiner e Weigall, ed. 1913 e fanno perciò riferimento alla situazione dell'epoca.

### Fonti
1. ↑  Porter e Moss 1927,  p. 435.
2. ↑  Gardiner e Weigall 1913.
3. ↑  Donadoni 1999,  p. 115.
4. ↑  Porter e Moss 1927, p. 435.
5. 1 2  Porter e Moss 1927,  p. 436.